# Camp Point
Camp Point és una població dels Estats Units a l'estat d'Illinois. Segons el cens del 2000 tenia 1.244 habitants.

## Demografia
Segons el cens del 2000, Camp Point tenia 1.244 habitants, 469 habitatges, i 314 famílies. La densitat de població era de 505,6 habitants/km².
Dels 469 habitatges en un 33,9% hi vivien nens de menys de 18 anys, en un 52% hi vivien parelles casades, en un 12,2% dones solteres, i en un 33% no eren unitats familiars. En el 29,4% dels habitatges hi vivien persones soles el 18,6% de les quals corresponia a persones de 65 anys o més que vivien soles. El nombre mitjà de persones vivint en cada habitatge era de 2,49 i el nombre mitjà de persones que vivien en cada família era de 3,09.
Per edats la població es repartia de la següent manera: un 27,2% tenia menys de 18 anys, un 6,8% entre 18 i 24, un 26,2% entre 25 i 44, un 19% de 45 a 60 i un 20,9% 65 anys o més.
L'edat mediana era de 38 anys. Per cada 100 dones de 18 o més anys hi havia 79,8 homes.
La renda mediana per habitatge era de 31.094 $ i la renda mediana per família de 43.646 $. Els homes tenien una renda mediana de 28.000 $ mentre que les dones 21.466 $. La renda per capita de la població era de 15.211 $. Aproximadament el 9,5% de les famílies i l'11,7% de la població estaven per davall del llindar de pobresa.

## Poblacions més properes
El següent diagrama mostra les poblacions més properes.